# Presidential Commission of Ghana
Die Presidential Commission of Ghana war die Militär-Regierung des westafrikanischen Staates Ghana zwischen dem 1. Oktober 1969 und dem 31. August 1970. Die Presidential Commission wurde aus dem National Liberation Council (NLC) zur Überleitung der Militärdiktatur in eine Demokratie gegründet.
Am 1. Oktober 1969 übernahmen zunächst drei Mitglieder des NLC die gemeinsame Amtsausübung als Präsidenten:
- (Brigadier) Akwasi Amankwaa Afrifa
- (Major-General) Albert Kwesi Ocran
- (Inspector-General of the Police) John Willie Kofi Harlley

Im Jahre 1970 kam noch Nii Amaa Ollennu in die Presidential Commission.

## Vorsitz
Den Vorsitz in der Präsidialkommission führten die Triumviratspräsidenten abwechselnd:
- Akwasi Amankwaa Afrifa, September 1969 – 7. August 1970
- Albert Kwesi Ocran, 3. September 1969 – 7. August 1970
- John Willie Kofi Harlley, 3. September 1969 – 7. August 1970
- Nii Amaa Ollennu, Vorsitz 7. August 1970 bis 31. August 1970:

## Kabinett
Außenminister:
- Patrick Dankwa Anin (1969), erste Amtszeit
- Victor Owusu (1969), erste Amtszeit
- Patrick Dankwa Anin (1969), zweite Amtszeit
- Victor Owusu (1969–1970), zweite Amtszeit
- William Ofori Atta ?

Finanzminister:
Joseph Henry Mensah